# Državno uređenje
Državno uređenje (ili društveno uređenje, društveni sustav, politički sustav) je skup političkih institucija koje državi omogućuju funkciju i određuje organizaciju i sustav vlasti u državi. 
Primjeri su:
- Republika
- Monarhija
  - Ustavna monarhija
- Konfederacija
- Diktatura

## Vanjske poveznice
- Državno uređenje Hrvatske